# بثنه

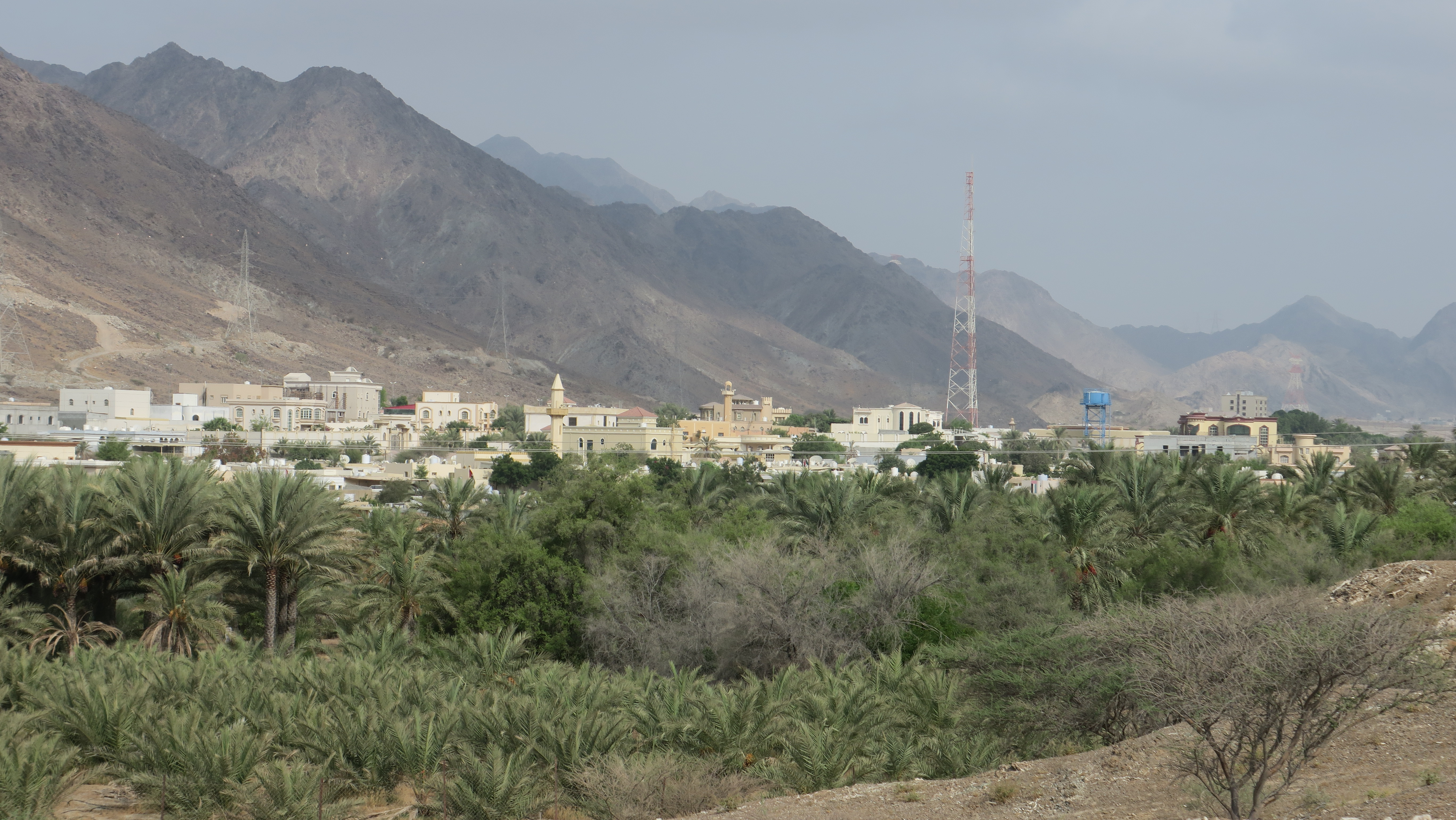
نمایی افقی از روستا

 بثنه  (در عربی:  البثنة) روستای کوچک کوهستانی از توابع امارت فجیره از امارات هفتگانه دولت امارات متحده عربی است. این روستا بر سر راه ارتباطی ذید، مسافی به فجیره واقع شده‌است. روستای «البثنة» در ۱۵ کیلومتری بازار جمعه فجیره واقع شده‌است. روستا تهِ دره بثنه بر فراز تپه‌ای ودر پایهٔ کوه حجر قرار دارد. به علت وجود آب شیرین در وادی (درواه) بثنه باغ‌های مرکبات نخل خرما در اطراف روستا فراوان است و محصولات این باغ‌ها در بازار جمعه فجیره به عرضهٔ فروش می‌گذارند.

## محدودهٔ روستای بثنه
محدودهٔ روستای بثنه، ازشمال: بازار جمعه فجیره، از جنوب شهر الفجیرة، از مغرب راه ارتباطی فجیره به ذید، و از سمت مشرق به زنجیرهٔ کوه حجر محدود می‌گردد.

## جمعیت
جمعیت روستای بثنه در حدود ۱۸۰ نفر (۴۸ خانوار) می‌باشند که از اهل سنت و مالکی مذهب هستند. شغل مردم روستا کشاورزی، دامداری و تجارت است، گروهی از مردم روستا نیز در ادارات دولتی کارمند هستند.

## باغ‌های مرکبات
روستای بثنه دارای زمین‌های حاصلخیز کشاورزی و آب شیرین است؛ لذا شغل سواد اعظم مردم روستا کشاورزی است و اصحاب محاصیل باغ‌های ومنتوجات کشاورزی متعدد می‌باشند. محاصیل زراعی و میوه‌های مختلف به وفرت در بثنه یافت می‌شود. منتوجات این باغ‌ها عبارت‌اند از: سیب، خوخ، انار، پرتقال، نارنگی، لیمو ترش، لیمو شیرین، نارنج، بالنگ، نخل، موز باضافه خربزه، هندوانه، همبا، نخل خرما، گوآوا، لوز، بادام، پاپای، موز، خیار و دیگر درختهای تابستانی و زمستانی می‌کارند، همچنین در مواسم باران جو و گندم و عدس نیز می‌کارند، ساکنان این منطقهٔ کوهستانی باضافه کشاورزی از کوهای اطراف روستاهای خود عسل نیز جمع‌آوری می‌کنند ومی فروشند، عسل این مناطق طعم مخصوصی دارد و گران قسمت است.

## آثار تاریخی
قلعة البثنة یکی از قلاع مشهور منطقه‌است، این قلعه در سال ۱۷۳۵ میلادی بنیانگذاری شده‌است، و در جنوب شرقی روستای بثنه بر روی تپه‌ای در قسمت شرقی وادی بثنه واقع شده‌است. پیر مردی ۱۲۰ ساله‌ای به نام سالم بن راشد الیَماحی در این قلعه زندگی می‌کند، ایشان ادعا دارند که مدت ۴۰ سال است که در «قلعة البثنة» نگهبان هستند و از منطقه مخصوصاً از روستای «البثنة» در برابر دزدان و یاغیگران مدت چهل سال تا به امروز در قلعه مزبور پاس می‌دهند، سالم الیَماحی می‌گوید که ایشان از دوران حکم (حمد الشرقی) جد حاکم کنونی فجیره شیخ حمد بن محمد الشرقی در این قلعه پاسبان هستند. قلعه بثنه در ۱۳ کیلومتری مغرب شهر فجیره قرار دارد. ویکی از مهم‌ترین قلعه‌های منطقه شرقی دولت امارات است.